# Lésigny (Senna e Marna)
Lésigny è un comune francese di 7 421 abitanti situato nel dipartimento di Senna e Marna nella regione dell'Île-de-France.

## Società

### Evoluzione demografica
Abitanti censiti

## Amministrazione

### Gemellaggi
- Leingarten, dal 1975
- Asola, dal 2004